# Грудзевич Олег Петрович
Олег Петрович Грудзевич (нар. 13 березня 1990, Івано-Франківська область) — український офіцер, полковник Збройних сил України Учасник російсько-української війни, відзначився в ході російського вторгнення в Україну. Герой України.

## Життєпис
Під час російського вторгнення в Україну 2022 року був командиром танкового батальйону 17-ї окремої танкової бригади імені Костянтина Пестушка. 24 лютого підрозділ під керівництвом Олега Грудзевича вступив у бій у районі Волновахи Донецької області. У ході чотириденних маневрених боїв було знищено чимало ворожої техніки та живої сили. 28 лютого танкісти повернулись до Маріуполя, на територію заводу «Азовмаш», де разом з морськими піхотинцями почали бої за місто. Через закінчення боєприпасів, їжі та питної води було прийнято рішення про прорив з оточеного міста.
Вихід з оточення розпочали вночі 11 квітня на двох танках та бронетранспортері. Після вдалого прориву група під керівництвом Олега Грудзевича рухалась, доки у техніки не скінчилось пальне. Далі рухались пішим порядком, маршрут становив близько 175 км. Під час пересування військові виявили та знищили диверсійно-розвідувальну групу противника в районі с. Знаменівка Донецької області, продовжили пересування й без втрат прибули до розташування Збройних сил України. Всього із оточення вийшло 16 воїнів, час виходу підрозділу становив 10 діб.
У 2024 призначений заступником командира 43ОМБр .

## Нагороди
- Звання Герой України з врученням ордена «Золота Зірка» (8 липня 2022) — за особисту мужність і героїзм, виявлені у захисті державного суверенітету та територіальної цілісності України[4]. Нагородні атрибути вручив Президент України Володимир Зеленський 8 липня 2022 року під час відвідування передових позицій на Дніпропетровщині[5].
- Орден Богдана Хмельницького ІІ ст. (17 червня 2022) — за особисту мужність і самовіддані дії, виявлені у захисті державного суверенітету та територіальної цілісності України, вірність військовій присязі [6].
- Орден Богдана Хмельницького ІІІ ст. (24 квітня 2022) — за особисту мужність і самовіддані дії, виявлені у захисті державного суверенітету та територіальної цілісності України, вірність військовій присязі [7].
- Медаль «За військову службу Україні» (12 жовтня 2021) — за вагомий особистий внесок у зміцнення обороноздатності Української держави, мужність і самовідданість, виявлені під час бойових дій, високий професіоналізм та зразкове виконання службових обов'язків[8].

- «Почесний громадянин Кривого Рогу»[9].